# Marsa (Aude)
Pour les articles homonymes, voir Marsa.
Marsa  est une commune française  du département de l'Aude, en région Occitanie.
La commune possède un patrimoine naturel remarquable : deux sites Natura 2000  et deux zones naturelles d'intérêt écologique, faunistique et floristique.

## Géographie

### Localisation
Marsa est un village rural situé à 63 km à vol d'oiseau à l'ouest de Perpignan, 29 km au nord-est d'Ax-les-Thermes, 28 km au sud-est de Lavelanet et 25 km au sud de Limoux
Il  est traversée par plusieurs chjemins de randonnée.
La commune de Marsa se situe en pays de Sault sur le Rébenty, au cœur des Pyrénées audoises. Le pays de Sault est limité au nord par le Razès (Limoux et Chalabre), au sud par le massif de Madrès culminant à 2 469 m, à l'ouest par le massif de Tabe (pic Saint-Barthélemy à 2 348 m) donnant sur la haute vallée d'Ariège (Ax-les-Thermes) et enfin à l'est par les Corbières, séparées du plateau par la vallée de l'Aude, barrière naturelle entre ces deux entités.
Marsa se trouve dans la zone d'emploi de Carcassonne-Limoux et le bassin de vie de Quillan

### Communes limitrophes
Les communes limitrophes sont  Belvis, Bessède-de-Sault, Cailla, Joucou, Le Clat et Quirbajou.
| Belvis | Quirbajou        |         |
| Joucou | Marsa            | Cailla  |
|        | Bessède-de-Sault | Le Clat |

### Géologie et relief
La superficie de la commune est de 19,17 km2 ; son altitude varie de 461  à   1 241 mètres.
Le pays de Sault  est une plaine d'altitude (entre 850 et 1 250 m) bien entaillée par la vallée du Rébenty et protégée de tous côtés par des massifs et par la vallée de l'Aude parsemée de gorges.
Accessible par des gorges abruptes, il vit en marge depuis des temps immémoriaux. Le pays de Sault exploite depuis toujours les mêmes ressources - forêt omniprésente et élevage-, mais s'ouvre lentement au tourisme. Les bois épais abritent une faune riche et facile à observer : cerfs, sangliers, et sur les hauteurs, marmottes et isards.

### Hydrographie

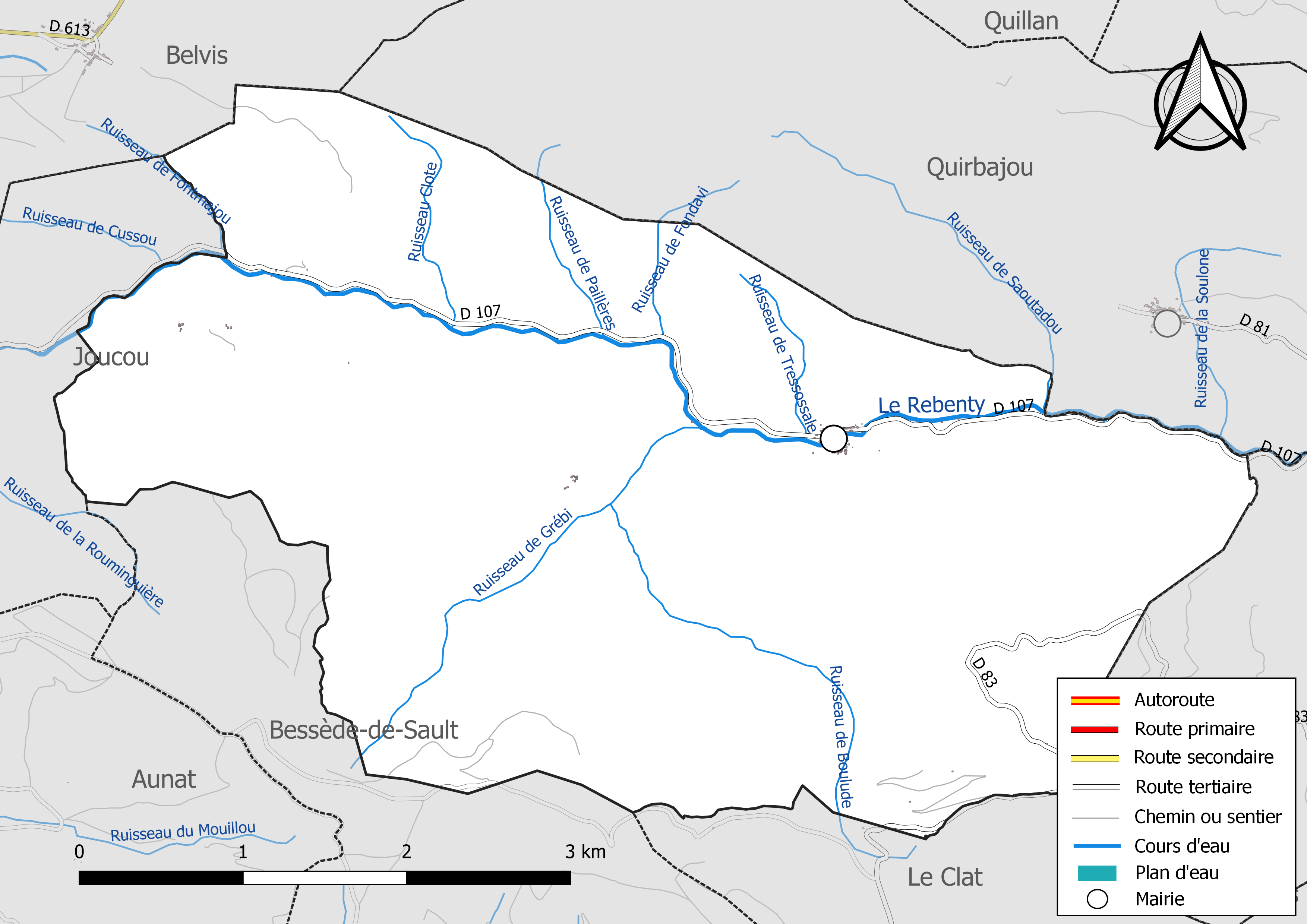
Carte hydrographique de la commune.

La commune est dans la région hydrographique « Côtiers méditerranéens », au sein du bassin hydrographique Rhône-Méditerranée-Corse.
Elle est drainée par le Rebenty, le ruisseau Clote, le ruisseau de Boulude, le ruisseau de Cussou, le ruisseau de Fondavi, le ruisseau de Fontmajou, le ruisseau de Grébi, le ruisseau de Paillères, le ruisseau de Saoutadou et le ruisseau de Tressossale, qui constituent un réseau hydrographique de 18 km de longueur totale,.
La Lauquette, d'une longueur totale de 17,9 km, prend sa source dans la commune de Fajac-en-Val et s'écoule du sud-ouest vers le nord-est puis vers l'ouest. Elle traverse la commune et se jette dans le Lauquet à Ladern-sur-Lauquet, après avoir traversé 4 communes.

### Climat
Pour des articles plus généraux, voir Climat de l'Occitanie et Climat de l'Aude.
En 2010, le climat de la commune est de type climat océanique altéré, selon une étude s'appuyant sur une série de données couvrant la période 1971-2000. En 2020, Météo-France publie une typologie des climats de la France métropolitaine dans laquelle la commune est exposée à un climat de montagne ou de marges de montagne et est dans la région climatique Pyrénées orientales, caractérisée par une faible pluviométrie, un très bon ensoleillement (2 600 h/an), un air sec, particulièrement en hiver et peu de brouillards.
Pour la période 1971-2000, la température annuelle moyenne est de 11,7 °C, avec  une amplitude thermique annuelle de 14,8 °C. Le cumul annuel moyen de précipitations est de 938 mm, avec 9,3 jours de précipitations en janvier et 5,8 jours en juillet. Pour la période 1991-2020 la température moyenne annuelle observée sur la station météorologique la plus proche, située sur la commune de Granès à 11 km à vol d'oiseau, est de 13,5 °C et le cumul annuel moyen de précipitations est de 724,6 mm,. Pour l'avenir, les paramètres climatiques de la commune estimés pour 2050 selon différents scénarios d’émission de gaz à effet de serre sont consultables sur un site dédié publié par Météo-France en novembre 2022.

### Milieux naturels et biodiversité

#### Réseau Natura 2000

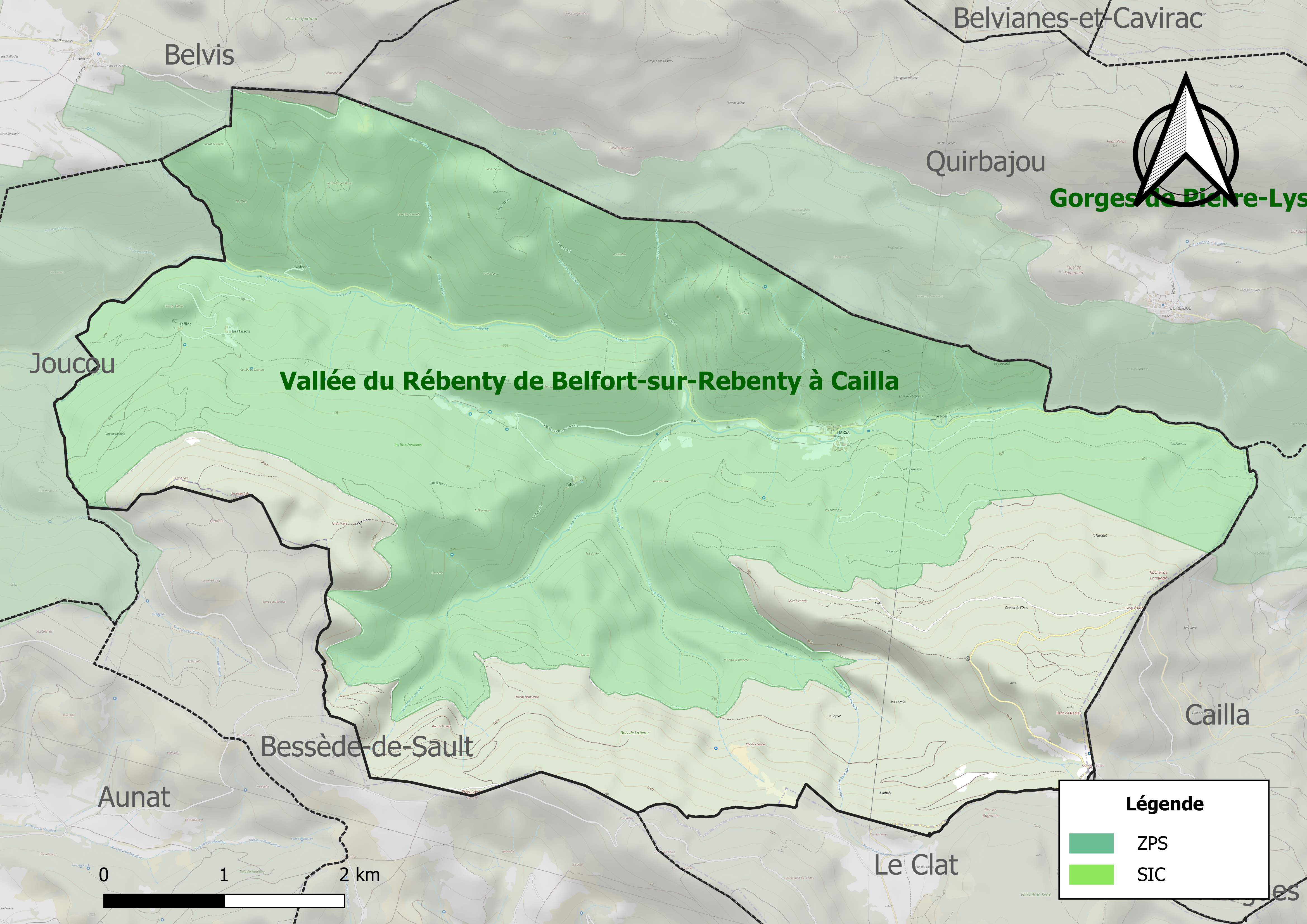
Site Natura 2000 sur le territoire communal.

Le réseau Natura 2000 est un réseau écologique européen de sites naturels d'intérêt écologique élaboré à partir des directives habitats et oiseaux, constitué de zones spéciales de conservation (ZSC) et de zones de protection spéciale (ZPS).
Un site Natura 2000 a été défini sur la commune au titre de la directive habitats :
- le « bassin du Rebenty », d'une superficie de 8 567 ha, qui offre une palette d'habitats naturels sur une grande gamme altitudinale et climatique et sur des substrats variés (calcaires, marnes, schistes). En particulier, on y rencontre de belles pinèdes de pins à crochets sur sol acide. La rivière héberge des espèces aquatiques (Chabot commun et Barbeau méridional, Écrevisse à pattes blanches) et mammifères (Desman des Pyrénées)[15]

et un au titre de la directive oiseaux : 
- le « pays de Sault », d'une superficie de 71 499 ha, présentant une grande diversité d'habitats pour les oiseaux. On y rencontre donc aussi bien les diverses espèces de rapaces rupestres, en particulier les vautours dont les populations sont en augmentation, que les passereaux des milieux ouverts (bruant ortolan, alouette lulu) et des espèces forestières comme le pic noir[16].

#### Zones naturelles d'intérêt écologique, faunistique et floristique
L’inventaire des zones naturelles d'intérêt écologique, faunistique et floristique (ZNIEFF) a pour objectif de réaliser une couverture des zones les plus intéressantes sur le plan écologique, essentiellement dans la perspective d’améliorer la connaissance du patrimoine naturel national et de fournir aux différents décideurs un outil d’aide à la prise en compte de l’environnement dans l’aménagement du territoire.
Une ZNIEFF de type 1 est recensée sur la commune :
la « vallée du Rébenty de Belfort-sur-Rebenty à Cailla » (3 553 ha), couvrant 10 communes du département et une ZNIEFF de type 2, : 
la « vallée du Rébenty » (5 661 ha), couvrant 14 communes du département.

Carte des ZNIEFF de type 1 et 2 à Marsa.
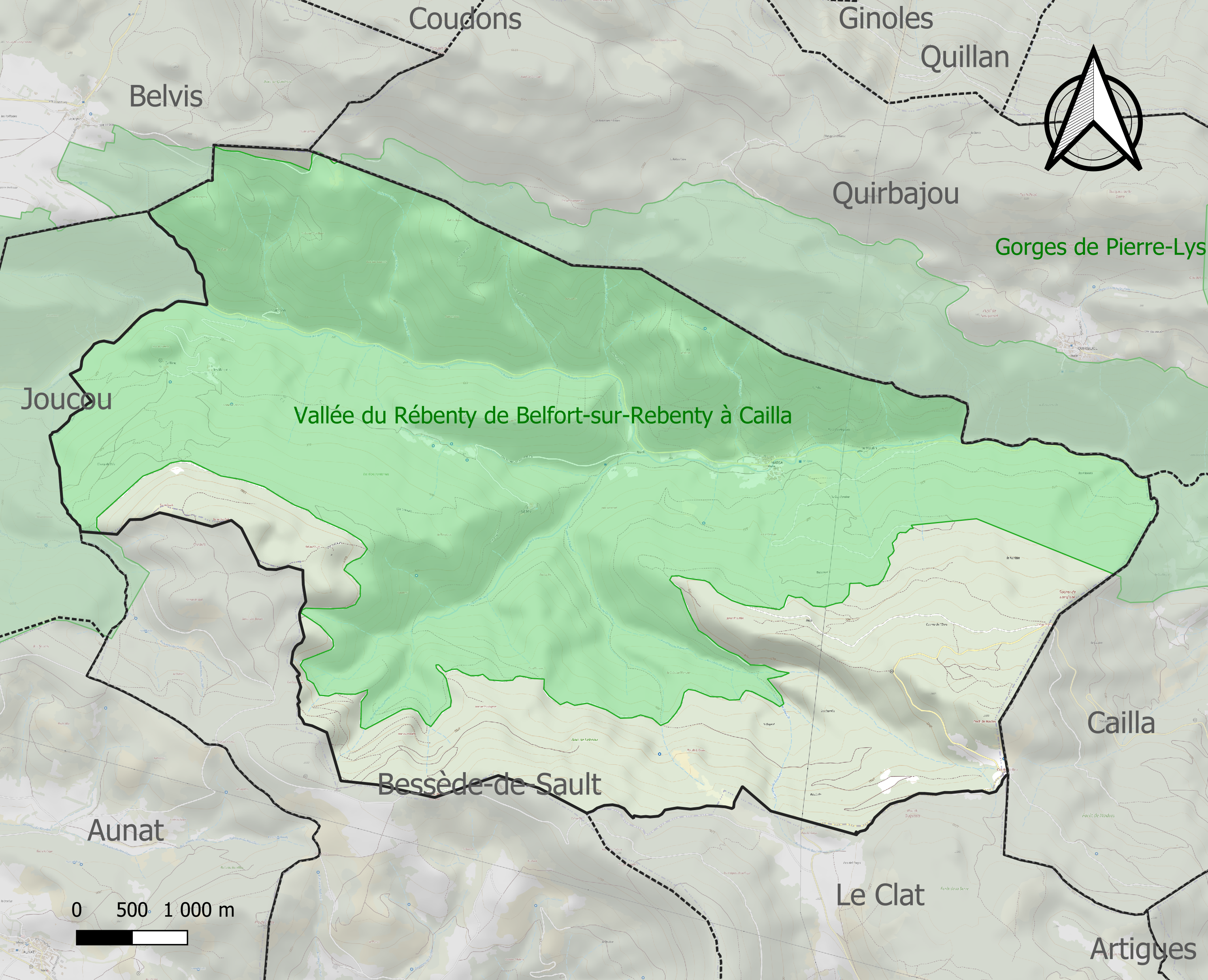
Carte de la ZNIEFF de type 1 sur la commune.
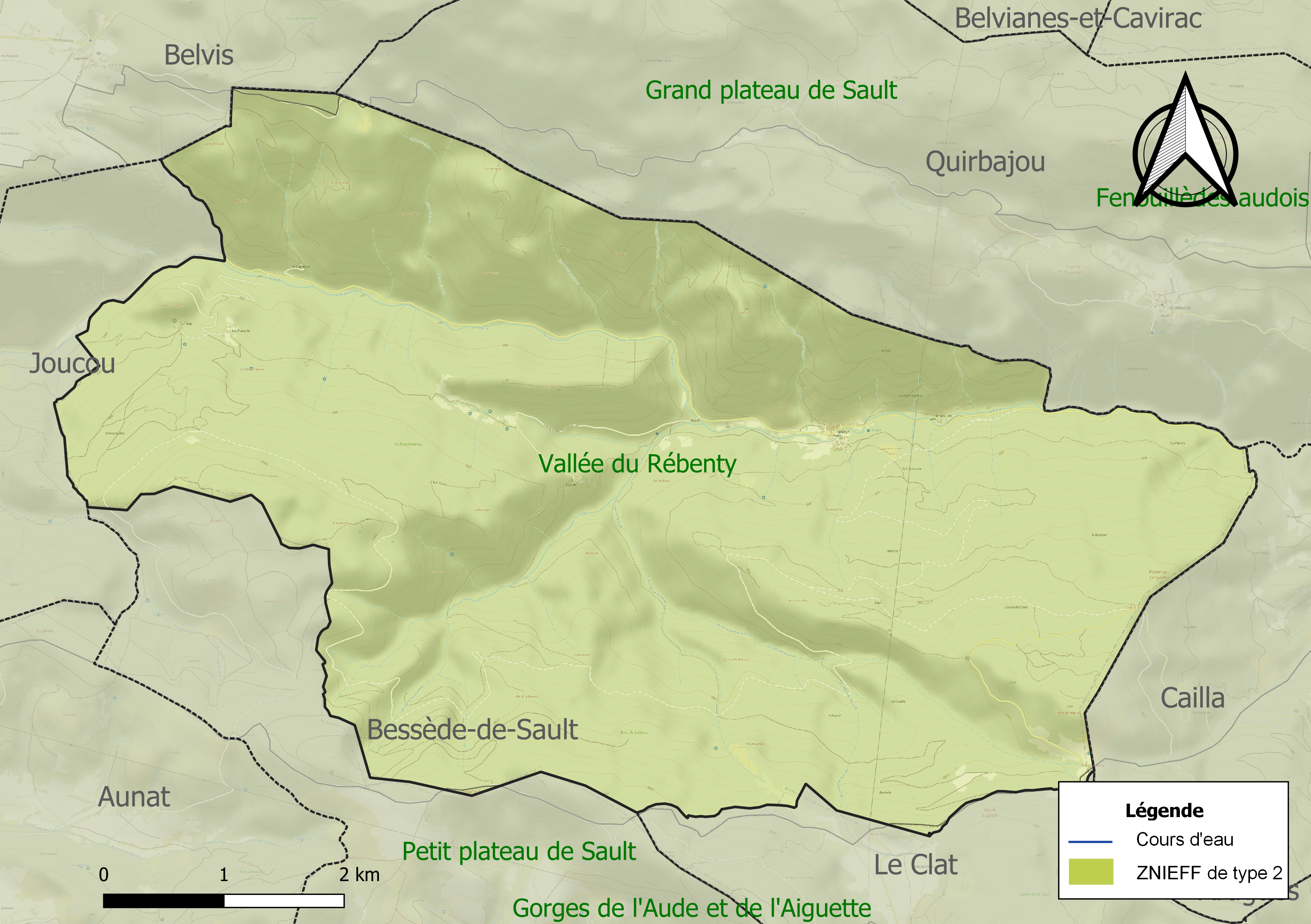
Carte de la ZNIEFF de type 2 sur la commune.

## Urbanisme

### Typologie
Au 1er janvier 2024, Marsa est catégorisée commune rurale à habitat très dispersé, selon la nouvelle grille communale de densité à 7 niveaux définie par l'Insee en 2022.
Elle est située hors unité urbaine et hors attraction des villes,.

### Occupation des sols

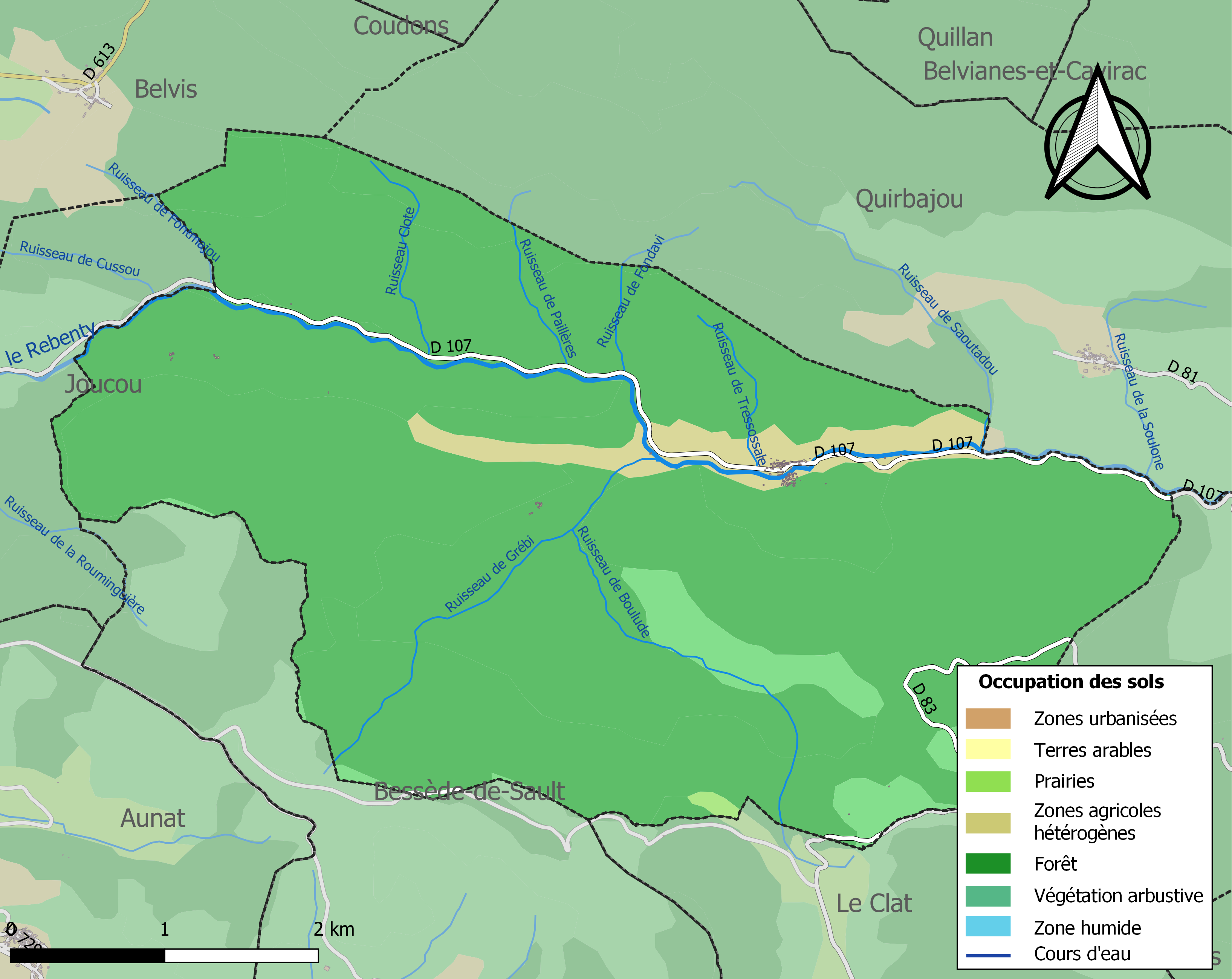
Carte des infrastructures et de l'occupation des sols de la commune en 2018 (CLC).

L'occupation des sols de la commune, telle qu'elle ressort de la base de données européenne d’occupation biophysique des sols Corine Land Cover (CLC), est marquée par l'importance des forêts et milieux semi-naturels (95,6 % en 2018), une proportion sensiblement équivalente à celle de 1990 (94,8 %). La répartition détaillée en 2018 est la suivante : 
forêts (90,6 %), milieux à végétation arbustive et/ou herbacée (5 %), zones agricoles hétérogènes (4,2 %), prairies (0,1 %). L'évolution de l’occupation des sols de la commune et de ses infrastructures peut être observée sur les différentes représentations cartographiques du territoire : la carte de Cassini (XVIIIe siècle), la carte d'état-major (1820-1866) et les cartes ou photos aériennes de l'IGN pour la période actuelle (1950 à aujourd'hui).

### Morphologie urbaine
Le village est traversé par le Rébenty, qui sépare le village en deux parties reliées par un pont de fer : en rive gauche, où passe la route, est nommée Le Soula ; l’autre partie, sur la rive droite, est appelée le Bac

### Lieux-dits, hameaux et écarts
L'ancien hameau isolé des Massols, longtemps abandon né, est  rénové dans les années 20120 par ses propriétaires,.
On note également Labeau, Le Moulin/Cailla, Chalabrettes et Taffine.

### Habitat et logement
En 2020, le nombre total de logements dans la commune était de 82, alors qu'il était de 85 en 2015 et de 78 en 2010.
Parmi ces logements, 14,1 % étaient des résidences principales, 83,5 % des résidences secondaires et 2,5 % des logements vacants. Ces logements étaient pour 96,3 % d'entre eux des maisons individuelles et pour 0 % des appartements.
Le tableau ci-dessous présente la typologie des logements à Marsa en 2020 en comparaison avec celle de l'Aude et de la France entière. Une caractéristique marquante du parc de logements est ainsi une proportion de résidences secondaires et logements occasionnels (83,5 %) supérieure à celle du département (25,3 %) et à celle de la France entière (9,7 %).
| Typologie                                               | Marsa | Aude | France entière |
| ------------------------------------------------------- | ----- | ---- | -------------- |
| Résidences principales (en %)                           | 14,1  | 66,4 | 82,1           |
| Résidences secondaires et logements occasionnels (en %) | 83,5  | 25,3 | 9,7            |
| Logements vacants (en %)                                | 2,5   | 8,2  | 8,2            |

### Voies de communication et transports
Marsa est desservi par la RD 107 qui donne accès à Perpignan.

### Risques naturels et technologiques
Le territoire de la commune de Marsa est vulnérable à différents aléas naturels : météorologiques (tempête, orage, neige, grand froid, canicule ou sécheresse) et séisme (sismicité modérée). Un site publié par le BRGM permet d'évaluer simplement et rapidement les risques d'un bien localisé soit par son adresse soit par le numéro de sa parcelle.

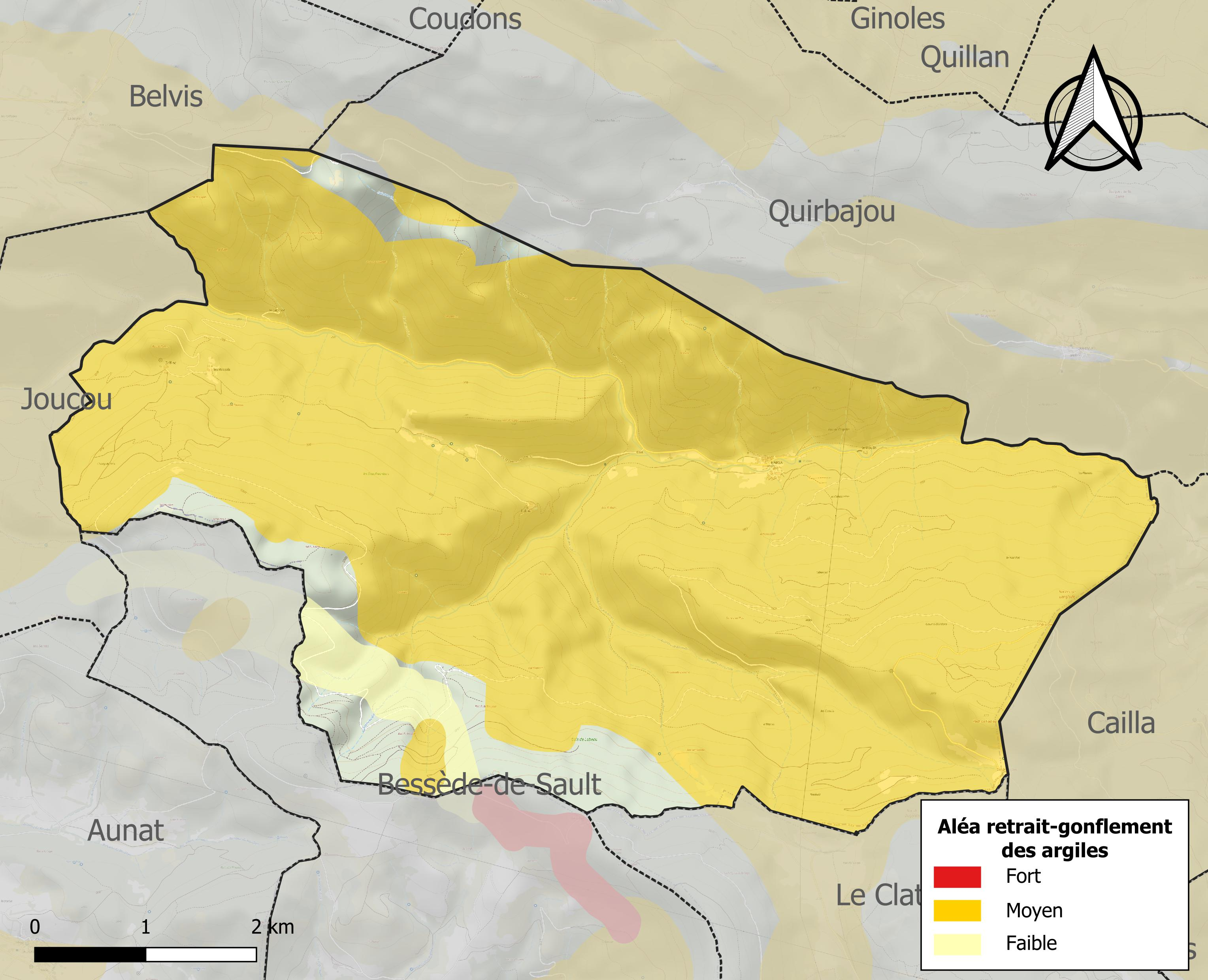
Carte des zones d'aléa retrait-gonflement des sols argileux de Marsa.

Le retrait-gonflement des sols argileux est susceptible d'engendrer des dommages importants aux bâtiments en cas d’alternance de périodes de sécheresse et de pluie. 88,9 % de la superficie communale est en aléa moyen ou fort (75,2 % au niveau départemental et 48,5 % au niveau national). Sur les 85 bâtiments dénombrés sur la commune en 2019, 85 sont en aléa moyen ou fort, soit 100 %, à comparer aux 94 % au niveau départemental et 54 % au niveau national. Une cartographie de l'exposition du territoire national au retrait gonflement des sols argileux est disponible sur le site du BRGM,.

## Histoire

### Antiquité
Marsa était l'un des villages les plus peuplés de la vallée du Rébenty. Son territoire communal est aussi l'un des plus vastes avec 20 km2. C'est presque une anomalie en moyenne montagne, mais cela s'explique par la fusion de nombreux petits finages périphériques. Marsa est attesté dès 921, Boulude en 955. Au Moyen Âge, le peuplement du bassin de Marsa était éclaté en un grand nombre de petits villages et hameaux, une structure héritée des temps carolingiens. La plupart de ces petites localités se sont maintenues jusqu'au XVe siècle, certaines ayant rang de paroisse comme Boulude. Elles disparurent dans la tourmente du bas Moyen Âge : Coudersi, Touzeil, Castelpor.

#### LecastrumdeCastelpor
Son origine est elle aussi probablement wisigothique. II était situé sur un piton rocheux près du hameau de Taffine sur la commune de Marsa, à mi-chemin entre Joucou et Marsa. On y voit encore quelques pans de mur.
En 994, Bernard Odon cède à sa femme les châteaux d'Aniort, de Castel Pouron et de Belfort-sur-Rebenty. D'après Louis Fédié, il aurait été le centre d'un riche fief comprenant Marsa, Quirbajou, Altozouls (village aujourd'hui disparu ayant appartenu à l'abbaye de Saint-Martin-Lys) et une partie de la forêt des Fanges.
En 1152, le seigneur est un des membres de la famille d'Aniort (ou de Niort), et prête serment de fidélité à Raymond de Trencavel, comte du Razès. Un demi-siècle plus tard, le seigneur de Castelpor lutte avec tout le pays contre Simon de Montfort. Il résiste mais est pris, et Castelpor devient une forteresse royale. On pense qu'elle fut ensuite détruite par les armées espagnoles. Dépossédés par Saint Louis de leurs biens et domaines à la suite de l'épopée cathare durant la croisade des albigeois, les Niort vont se trouver moins en lumière.
Après avoir en vain essayé de rentrer en possession de leurs biens ancestraux, les Niort s'établissent à Castelpor, mais finissent par quitter le manoir qui y existe, car difficile d'accès. Ils se maintiennent  en Languedoc et y conservent un rang distingué, puisqu'ils continuent toujours, au cours du XVe siècle, à s'allier à des familles de la noblesse de la province, notamment : la puissante Maison de Lévis (qui avait joué un rôle prépondérant, aux côtés de Simon de Montfort leur suzerain, lors de la croisade des albigeois), ou bien aussi la Famille Dax elle-même alliée à la prestigieuse Maison de Narbonne (branche des barons de Talairan).
En 1473, les  Espagnols réduisent le village en cendres.

### Temps modernes
La seigneurie, possession des Niort (barons de Castelpor), fut unie à celle de Marsa et de Quirbajou. En 1594, on la trouve sous le nom des seigneurs de Plaigne puis, par le mariage d'Anne de Plaigne, elle passe au comte de Pibrac, près de Toulouse, en 1669.

### Révolution française et Empire
Durant la Révolution française, Marsa fait partie du district de Quillan.

## Politique et administration

### Rattachements administratifs et électoraux

#### Rattachements administratifs
La commune se trouve dans l'arrondissement de Limoux du département de l'Aude.
Après avoir été le chef-lieu d'un fugace canton de 1793 à 1801, Marsa faisait partie depuis lors du canton de Quillan. Dans le cadre du redécoupage cantonal de 2014 en France, cette circonscription administrative territoriale a disparu, et le canton n'est plus qu'une circonscription électorale.

#### Rattachements électoraux
Pour les élections départementales, la commune fait partie depuis 2014 du canton de la Haute-Vallée de l'Aude
Pour l'élection des députés, elle fait partie de la troisième circonscription de l'Aude.

### Intercommunalité
Marsa était membre de la petite communauté de communes du canton d'Axat, un établissement public de coopération intercommunale (EPCI) à fiscalité propre créé en 1994 et auquel la commune avait transféré un certain nombre de ses compétences, dans les conditions déterminées par le code général des collectivités territoriales.
Conformément aux prescriptions de la loi de réforme des collectivités territoriales du 16 décembre 2010, qui a prévu le renforcement et la simplification des intercommunalités et la constitution de structures intercommunales de grande taille, celle-ci a fusionné avec ses voisines pour former, le 1er janvier 2017, la communauté de communes des Pyrénées Audoises, dont est désormais membre la commune.

### Liste des maires
| Période                                  | Période                        | Identité          | Étiquette | Qualité                                                   |
| ---------------------------------------- | ------------------------------ | ----------------- | --------- | --------------------------------------------------------- |
| Les données manquantes sont à compléter. |                                |                   |           |                                                           |
|                                          |                                |                   |           |                                                           |
| mars 2001                                | 2005                           | André Raynaud     |           | Démissionnaire                                            |
| janvier 2006                             | 2008                           | François Laporte  |           |                                                           |
| mai 2008                                 | février 2023                   | Denis Brunel      |           | Garagiste retraité Mort en fonction                       |
| avril 2023                               | En cours (au 30 novembre 2023) | Sauveur Traniello |           | Employé civil ou agent de service de la fonction publique |

## Population  et société
Les habitants sont appelés les Marsans ou  Marsanes

### Démographie
L'évolution du nombre d'habitants est connue à travers les recensements de la population effectués dans la commune depuis 1793. Pour les communes de moins de 10 000 habitants, une enquête de recensement portant sur toute la population est réalisée tous les cinq ans, les populations de référence des années intermédiaires étant quant à elles estimées par interpolation ou extrapolation. Pour la commune, le premier recensement exhaustif entrant dans le cadre du nouveau dispositif a été réalisé en 2007.

En 2022, la commune comptait 22 habitants, en évolution de +10 % par rapport à 2016 (Aude : +2,65 %, France hors Mayotte : +2,11 %).
| 1793 | 1800 | 1806 | 1821 | 1831 | 1836 | 1841 | 1846 | 1851 |
| ---- | ---- | ---- | ---- | ---- | ---- | ---- | ---- | ---- |
| 374  | 362  | 311  | 442  | 464  | 497  | 497  | 489  | 516  |

| 1856 | 1861 | 1866 | 1872 | 1876 | 1881 | 1886 | 1891 | 1896 |
| ---- | ---- | ---- | ---- | ---- | ---- | ---- | ---- | ---- |
| 491  | 438  | 442  | 445  | 442  | 416  | 435  | 403  | 356  |

| 1901 | 1906 | 1911 | 1921 | 1926 | 1931 | 1936 | 1946 | 1954 |
| ---- | ---- | ---- | ---- | ---- | ---- | ---- | ---- | ---- |
| 355  | 320  | 305  | 239  | 195  | 166  | 163  | 126  | 129  |

| 1962 | 1968 | 1975 | 1982 | 1990 | 1999 | 2006 | 2007 | 2012 |
| ---- | ---- | ---- | ---- | ---- | ---- | ---- | ---- | ---- |
| 77   | 55   | 61   | 50   | 45   | 26   | 28   | 28   | 23   |

| 2017 | 2022 | - | - | - | - | - | - | - |
| ---- | ---- | - | - | - | - | - | - | - |
| 18   | 22   | - | - | - | - | - | - | - |

Marsa est une commune rurale qui a connu son pic de population de 516 habitants en 1851.

## Économie

### Emploi
| Division       | 2008   | 2013   | 2018   |
| -------------- | ------ | ------ | ------ |
| Commune        | 5,3 %  | 6,3 %  | 25 %   |
| Département    | 10,2 % | 12,8 % | 12,6 % |
| France entière | 8,3 %  | 10 %   | 10 %   |

En 2018, la population âgée de 15 à 64 ans s'élève à 12 personnes, parmi lesquelles on compte 100 % d'actifs (75 % ayant un emploi et 25 % de chômeurs) et 0 % d'inactifs,. En  2018, le taux de chômage communal (au sens du recensement) des 15-64 ans est supérieur à celui du département et de la France, alors qu'en 2008 la situation était inverse.
La commune est hors attraction des villes,. Elle compte 3 emplois en 2018, contre 7 en 2013 et 3 en 2008. Le nombre d'actifs ayant un emploi résidant dans la commune est de 9, soit un indicateur de concentration d'emploi de 33,3 % et un taux d'activité parmi les 15 ans ou plus de 70,6 %.
Sur ces 9 actifs de 15 ans ou plus ayant un emploi, 3 travaillent dans la commune, soit 33 % des habitants. Pour se rendre au travail, 66,7 % des habitants utilisent un véhicule personnel ou de fonction à quatre roues, 11,1 % s'y rendent en deux-roues, à vélo ou à pied et 22,2 % n'ont pas besoin de transport (travail au domicile).

### Activités hors agriculture
3 établissements sont implantés  à Marsa au 31 décembre 2019.
Le secteur 1 est prépondérant sur la commune puisqu'il représente 33,3 % du nombre total d'établissements de la commune (1 sur les 3 entreprises implantées  à Marsa), contre 13,2 % au niveau départemental.

### Agriculture
|               | 1988 | 2000 | 2010 | 2020 |
| ------------- | ---- | ---- | ---- | ---- |
| Exploitations | 2    | 3    | 1    | 2    |
| SAU (ha)      | 60   | 164  | 72   | 49   |

La commune est dans le Pays de Sault, une petite région agricole occupant le sud-ouest du département de l'Aude, également dénommée localement « Pyrénées centrales et pays de Sault ». En 2020, l'orientation technico-économique de l'agriculture  sur la commune est la polyculture et/ou le polyélevage. Deux exploitations agricoles ayant leur siège dans la commune sont dénombrées lors du recensement agricole de 2020 (deux en 1988). La superficie agricole utilisée est de 49 ha,,.

## Culture locale et patrimoine

### Lieux et monuments
- Ruines du Castrum de Castelpor au hameau de Taffine[24].
- Église de Quirhaut.
- Église Saint-Loup-de-Sens dédiée à saint Loup Inscrit MH (1948, Clocher)[45], d'une hauteur inhabituelle, domine Marsa. 
Son clocher-mur est du XVIIe siècle, mais la nef est plus ancienne. Elle date du XIIIe siècle, mais une construction est signalée vers le Xe siècle. Elle dépendait de l'Abbaye Saint-Jacques de Joucou, puis du chapitre collégial de Saint-Paul-de-Fenouillet.
Un document des années 1550 nous apprend que les habitants des hameaux environnants, ainsi que ceux de Quirbajou, avaient le droit de venir se réfugier à Marsa en temps de guerre[réf. nécessaire].
Aujourd'hui, ce monument, pourtant signalé dans le patrimoine de l'architecture romane de l'Aude, nécessiterait une importante restauration.
Elle est percée d'ouvertures de tir aménagées sous la toiture. C'était une église fortifiée. À la fin du Moyen Âge, l'église et le pâté de maisons qui l'entoure formaient un ensemble fortifié. Marsa, qui ne comportait pas de véritable château, était donc organisée autour de son église pour résister aux flambées de violence.

L'église Saint-Loup
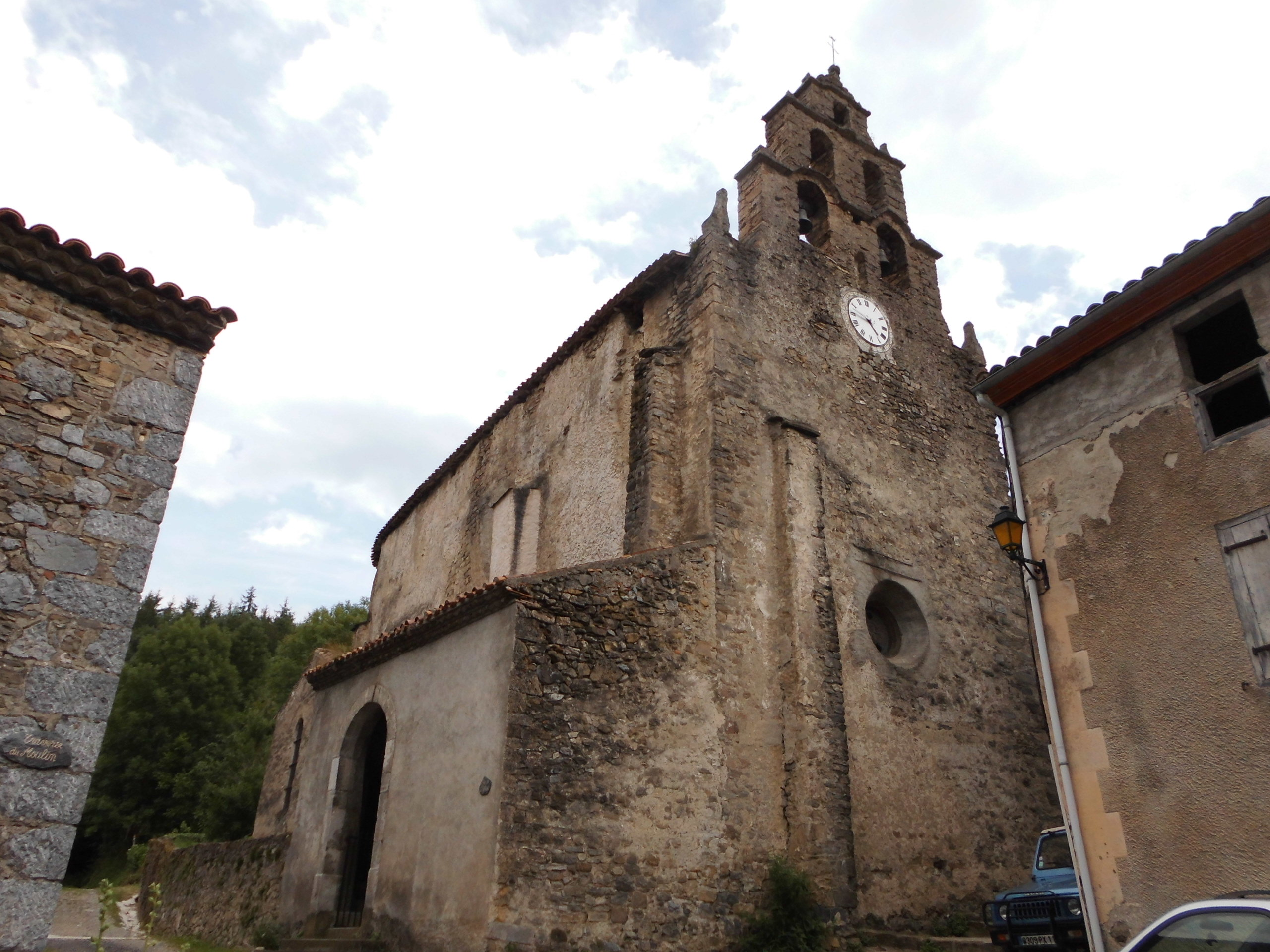
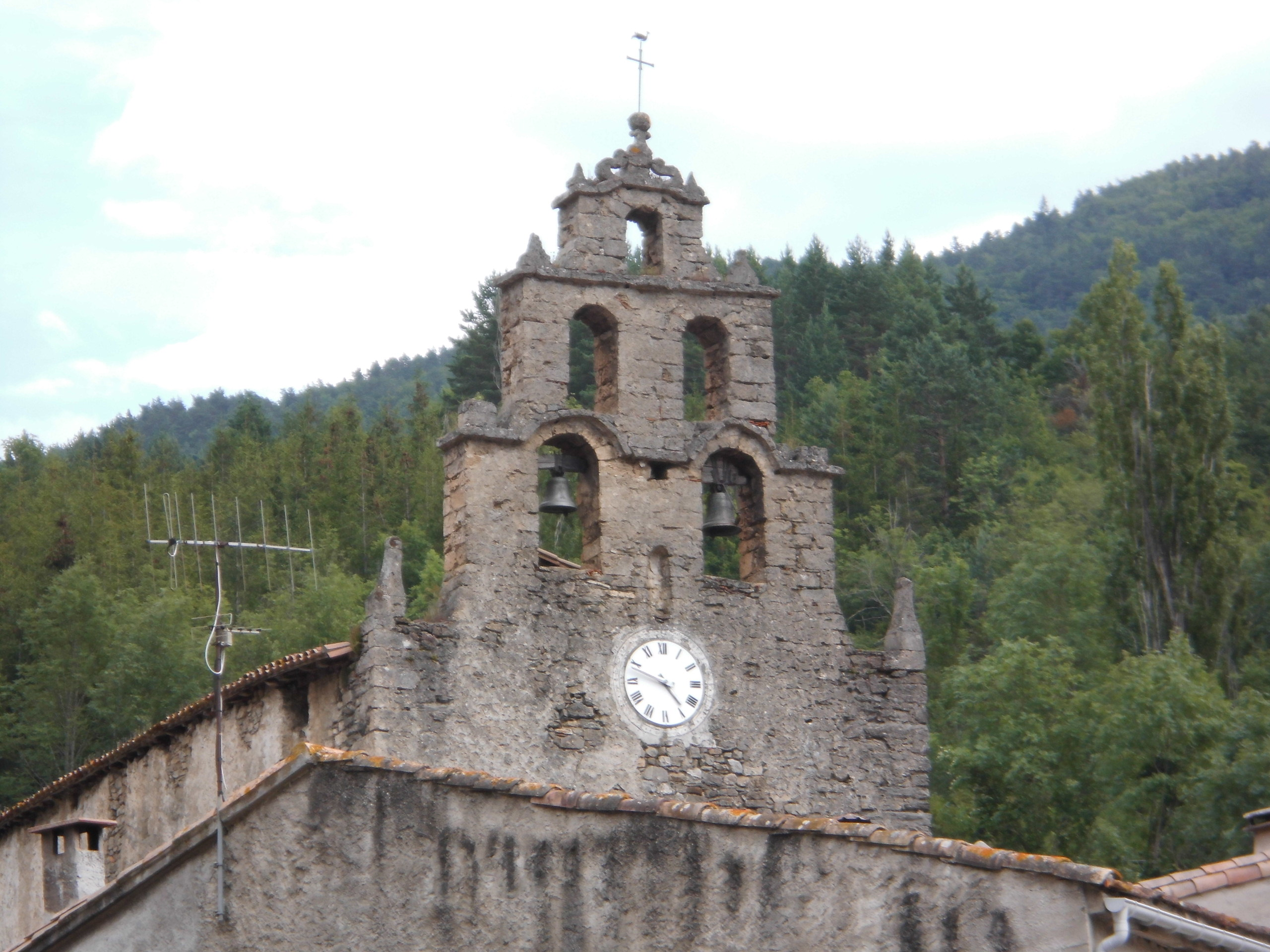
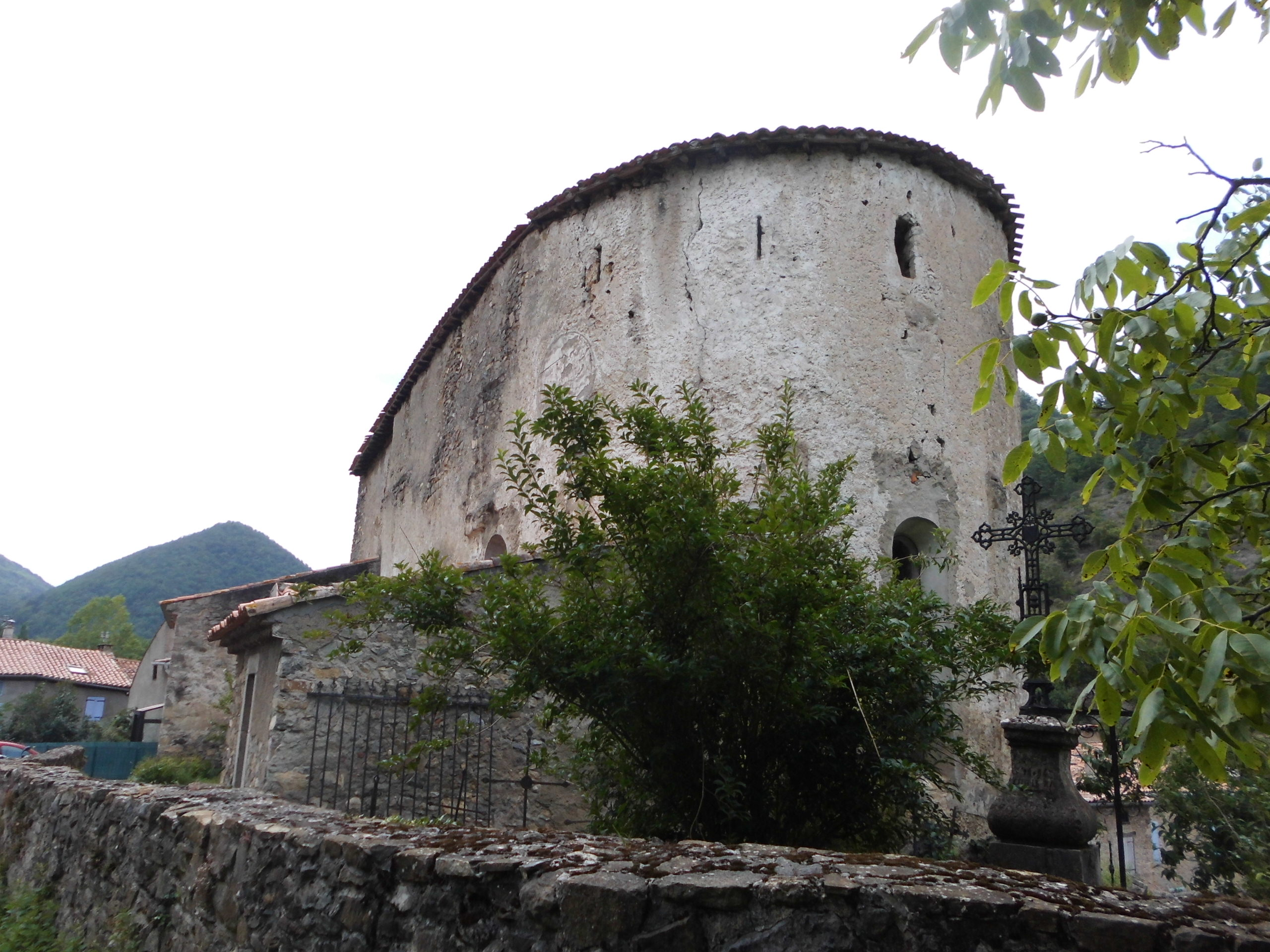

- Pigeonnier XVIIIe siècle
- Sentier cathare
- Pont sur le Rébenty de type Eiffel.
- Col de Nadieu (1055 m) au sud-est du territoire communal.
- col de Dent (1232 m) au sud du territoire communal, ascension appréciée des cyclistes.

### Personnalités liées à la commune
- Pierre-Dominique Cauneille (1747-1834), religieux et homme politique, député du clergé aux états généraux de 1789, y est né.

### Héraldique
| Blason de Marsa (Aude) | Blason  | E sinople aux trois billettes couchées d'argent rangées en fasce. |
| Blason de Marsa (Aude) | Détails | Le statut officiel du blason reste à déterminer.                  |

## Pour approfondir

### Arfticles connexes
- Liste des communes de l'Aude